# Festival de Filmes Outdoor Rocky Spirit
Festival Internacional de Filmes Outdoor Rocky Spirit, é o maior festival brasileiro de cinema ao ar livre. A primeira edição deste festival ocorreu entre os dias 01 e 04 de Setembro de 2011, na cidade de São Paulo.
O festival reúne os melhores documentários de aventura produzidos recentemente no mundo. Assim, produções internacionais e nacionais sobre aventura, mountain bike, surf, escalada, meio ambiente e tudo o que faz parte do universo outdoor se fazem presentes no evento.